# Jeannetta Arnette
Jeannetta Arnette (Washington D. C., 29 de julio de 1954) es una actriz estadounidense. Se hizo conocida por su papel como Bernadette Meara en la comedia de situación Head of the Class. Ella también ha aparecido en numerosas películas (incluyendo Ladybugs de 1992 y Boys Don't Cry de 1999) y como actriz invitada en la televisión.
En 2006, coprotagonizó la comedia de situación de VH1 de Tori Spelling So Notorious e interpretó a Sarah Jean, una inocente condenada a muerte, en Mentes criminales de CBS. En 2014 tuvo un personaje estable en la serie de CBS Extant.